# نان خرفه
نان خرفه (یا خلفه یا کشتا) نوعی نان محلی است که پخت آن در شرق گیلان رایج است و از پوره کدو حلوایی و پودر تخم شنبلیله آرد گندم و آرد برنج تهیه می‌شود.
برای پخت این نان که در آستانه اشرفیه رواج زیادی دارد، در ابتدا کدو حلوایی پخته شده و از پوست جدا می‌گردد، سپس با آرد برنج و پودر خلفه، نمک و مقداری آب به خوبی ورز داده می‌شود و در آخر مقداری آرد گندم به خمیر اضافه می‌شود. سپس خمیر به دست آمده را به وسیله دست به اندازه لازم پهن کرده و بعد از پهن شدن خمیر به مقدار کافی آن را برای پخت بر روی شعله غیرمستقیم آتش قرار می‌دهند.
این کار به وسیله تُهه tohe (نوعی تابه سفالی شبیه به گمج اما کمی گودتر) انجام می‌شود چند دقیقه قبل از گذاشتن خمیر باید این ظرف کاملاً بر روی شعله آتش گرم شده باشد، پس از اطمینان از گرمای لازم، خمیر نان بر روی آن گذاشته شده تا پخته شود در مدت بسیار کوتاهی نان پخته و آماده برای نوش جان کردن است.